# CAPES de sciences économiques et sociales
Le certificat d'aptitude au professorat de l'enseignement du second degré en sciences économiques et sociales est un concours de recrutement des enseignants des lycées généraux de l'enseignement secondaire français. 

## Enseignement
Les lauréats enseignent les sciences économiques et sociales aux secondes générales et aux premières et terminales économique spécialité Sciences Économiques et Sociales (SES). Les trois matières principalement enseignées par les professeurs de SES sont l'économie, la sociologie et les sciences politiques. Ils peuvent être amenés, comme d'autres, à intervenir en Éducation morale et civique (EMC). Des connaissances en mathématiques sont indispensables pour réussir le concours, elles sont évaluées aux épreuves orales.

## Taux de sélectivité
Depuis 2013, environ 16 % des candidats présents aux épreuves sont reçus au concours. En 2016, 120 postes étaient à pourvoir pour 2008 inscrits au concours et 741 présents au concours soit 16,2 % de réussite parmi les candidats ayant composé. Ce chiffre était toutefois plus élevé auparavant puisqu'en 2013 il atteignait 28,3 % de réussite grâce à un nombre de postes plus élevé (130) et à un nombre de candidats plus faible.
Le nombre d'inscrits au concours a atteint un record en 2016 avec 2008 inscrits soit un ratio inscrits/postes à pourvoir de moins de 6 %. Ce chiffre montre l'accroissement de l'attractivité du concours. 
À la session de 2022 le taux de réussite est de 10,5 %. 121 postes étaient à pourvoir, seulement 102 ont été attribués. 
| Date | Inscrits | Présents | Postes à pourvoir | Ratio présents/postes |
| ---- | -------- | -------- | ----------------- | --------------------- |
| 2007 | -        | -        | -                 | -                     |
| 2011 | -        | -        | -                 | -                     |
| 2013 | 1253     | 459      | 130               | -                     |
| 2014 | 1903     | 764      | 122               | -                     |
| 2015 | 1844     | 753      | 125               | -                     |
| 2016 | 2008     | 741      | 120               | 6,2                   |
| 2017 | 2217     | 799      | 113               | 7,1                   |
| 2021 | 1466     | 592      | 126               | 4,7                   |
| 2022 | 970      | 305      | 121               | 2,5                   |

Source: rapport du jury du concours du CAPES externe de SES (2016), rapport du jury du concours du CAPES externe de SES (2022)

## Admissibilité
Le concours en lui-même se décompose en une admission et une admissibilité. L'admissibilité est composée de deux épreuves. La première épreuve est une dissertation en économie ou en sociologie (sur 12 points) accompagnée d'une question d'épistémologie ou d'histoire de la pensée (sur 4 points), et d'une question sur les savoirs scientifiques rattachés à un objectif d'apprentissage au programme du lycée (sur 4 points). Le tout est à réaliser en 6 heures, et coefficient 2. La seconde épreuve consiste en une réalisation d'une séquence de cours à partir d'un dossier documentaire (environ 8 documents) en 5 heures. La discipline de cette seconde épreuve est forcément différente de celle de la dissertation. Les deux épreuves ont le même coefficient.
Toute note inférieure à 5 est éliminatoire.

## Admission
Il y a deux épreuves d'admission. La première d’une durée d’1h15, est une leçon de 20 minutes sur l'économie, la sociologie ou la science politique, à partir d'un objectif d'apprentissage au programme de lycée, suivie de 40 minutes de questions portant sur l'économie, la sociologie et la science politique, et d'un exercice de mathématiques durant 15 minutes. Le candidat a une durée de préparation de 3 heures. Cette épreuve est coefficient 5. La deuxième épreuve est une épreuve d'entretien. Dans une première partie, le candidat présente en 5 minutes son parcours et sa motivation, présentation suivie d'un échange de 10 minutes avec le jury. L'épreuve est complétée, en second lieu, par deux mises en situation professionnelles de 10 minutes, l'une portant sur une situation complexe d'enseignement, l'autre de vie scolaire. Cette épreuve est coefficient 3. 
Comme tout concours de l'enseignement (CAPES et Agrégation), ces épreuves d'admissibilité et d'admission constituent la première phase de la titularisation de l'enseignant. Celui-ci ne sera finalement titularisé que s'il valide son année de stage, qui peut ainsi être considérée comme une période d'essai d'une année scolaire. Ce n'est qu'à l'issue de cette deuxième phase que l'enseignant est titularisé.